# Десантные катера проекта 1176
Десантные катера проекта 1176 «Акула» — по кодификации НАТО — Ondatra Class — класс Ондатра — серия советских и российских десантных катеров.
Относятся к кораблям 4-го ранга.
На август 2025 года  — построено катеров 37 (15 в составе флота), 0 строится.
Катера проекта «Акула» строились для Советского ВМФ ВС Союза ССР и Российского ВМФ в период с 1971 по 2009 год на четырёх судостроительных заводах, в том числе на судостроительном заводе в Варне, Народной Республике Болгария. Десантные катера этого проекта использовались как самостоятельно, так и для выгрузки десанта и техники с больших десантных кораблей проекта 1174 и универсальных десантных кораблей проекта 11780. Поскольку универсальные десантные корабли проекта 11780 так и не были заказаны флотом, большие десантные корабли проекта 1174 остаются единственным носителем катеров данного типа. Большой десантный корабль проекта 1174 может нести на борту до шести катеров.

## Конструкция
Десантные катера проекта 1176 имеют открытый трюм и носовую аппарель. Корпус катера изготовлен из стали, надстройка из алюминиево-магниевых панелей с противопульным и противоосколочным бронированием ходовой рубки. Высокая манёвренность обеспечивается двумя гребными винтами в раздельно-управляемых поворотных насадках. Это позволяет успешно выполнять десантно-транспортные операции у морского побережья, осуществлять выгрузку на необорудованный берег. Катера приспособлены для перевозки гружёной колёсной и гусеничной техники, самостоятельно выходящей на берег по носовой аппарели, может буксировать другие плавсредства или использоваться для паромных переправ. Размеры открытого грузового трюма составляют: длина — 12,5 м, ширина — 3,6 м, высота борта в трюме — 2,2 м.

### Силовая установка
На катера устанавливались дизельные двигатели «Барнаултрансмаш» следующих типов:
- 3Д12 (2 x 300 л. с.);
- 3Д12А (Д-448, 2 x 300 л. с.);
- 3Д6С2 (Д-163, Д-184, Д-365, 2 x 150 л. с.);
- 3Д6С2-081 (Д-57, 2 x 150 л. с.).

Выработку электроэнергии обеспечивает один дизель-генератор ДГР1А-16/1500-0М4 (16 КВт).

## Десантные возможности
Один основной боевой танк Т-72 или 2 грузовых автомобиля ГАЗ-66, или до 50 тонн груза, или 20 человек десанта.

## История службы
В состав Черноморского флота в 1979—1991 годах вступило 10 катеров данного типа. Один катер («Д-305» , 1979 г.в.) в начале 1990-х годов был передан Военно-морским силам Украины. В списке судов ВМСУ числится как рейдовая сухогрузная баржа «Сватове». По состоянию на 23 марта 2014 года базируется в Очакове.
По состоянию на 2015 год в составе 100-й бригады десантных кораблей Тихоокеанского флота, дислоцированной в Фокино, остаётся три катера, которые активно используются во время учений при высадке на полигоны. Один из катеров ежегодно участвует в театрализованном шоу на День Военно-Морского Флота во Владивостоке, в качестве морского дракона.
10 ноября 2023 года сообщалось, что один катер проекта 1176 был уничтожен украинским морским дроном на севере Крыма.

## Состав серии
В период с 1971 по 2009 год различным заказчикам было передано около 40 судов данного типа, при этом в период до 1995 года для Советского и Российского флота на Азовском ССЗ (с 1993 года — ОАО «Азовская судоверфь», г. Азов) было построено 25 кораблей данного типа. Кроме того, 4 судна были построены в период с 1993 по 2000 год на АО Судоверфь (посёлок Судоверфь), одно судно было построено в 2007 году на ОАО «Восточная верфь» (г. Владивосток). Некоторые представители данной серии представлены в таблице.
Цвета таблицы:

Белый — не достроен/не построен или утилизирован не спущенным на воду

 Зелёный  — действующий в составе ВМФ России

 Синий — находится в ремонте или на модернизации

 Серый — выведен за штат, находится на консервации, хранении или отстое

 Красный  — списан, утилизирован или потерян<br
| №  | Наименование     | Бортовой №    | Изготовитель             | Заводской № | Ввод в строй | Флот        | Текущий статус                      |
| -- | ---------------- | ------------- | ------------------------ | ----------- | ------------ | ----------- | ----------------------------------- |
| 1  | ПСКА-771         | 682           | Рыбинская верфь          | 3701        | 1995         | БОХР ПС ФСБ | Списан в 2016                       |
| 2  | ПСКА-772         | 683           | Рыбинская верфь          | 3702        | 1995         | БОХР ПС ФСБ | Списан в 2016                       |
| 3  | Д-335            | 529           | Азовская судоверфь       | 4001        | 1971         | ЧФ          | Списан 19.04.1990                   |
| 4  | Д-236            | 571, 574, 526 | Азовская судоверфь       | 4002        | 01.12.1974   | ЧФ          | Списан в 1993                       |
| 5  | Д-237            | 569, 576, 527 | Азовская судоверфь       | 4003        | 13.12.1974   | ЧФ          | С 1992 г. «MDK-01» в ВМС Грузии     |
| 6  | Д-393            | 564, 582      | Азовская судоверфь       | 4004        | 1975         | ЧФ          | Списан 24.08.1993                   |
| 7  | Д-392            |               | Азовская судоверфь       | 4005        | 30.12.1975   | КФл         | Списан 30.07.1996                   |
| 8  | Д-634            | 562, 584, 531 | Азовская судоверфь       | 4006        | 1976         | ЧФ          | Списан 24.08.1993                   |
| 9  | Д-395            |               | Азовская судоверфь       | 4007        | 1976         | СФ          | Списан 04.08.1995                   |
| 10 | Д-704            | 640           | Азовская судоверфь       | 4008        | 30.06.1976   | ТОФ         | В составе ТОФ                       |
| 11 | Д-705            |               | Азовская судоверфь       | 4009        | 1976         | БФ          | Списан 4.08.1995                    |
| 12 | Д-706            |               | Азовская судоверфь       | 4010        | 1976         | БФ          | Списан 4.08.1995                    |
| 13 | Д-441            |               | Азовская судоверфь       | 4011        | 1976         | СФ          | Списан 16.03.1998                   |
| 14 | Д-444            | 720           | Азовская судоверфь       | 4012        | 1977         | БФ          | Списан 10.04.2002                   |
| 15 | Д-448            | 751           | Азовская судоверфь       | 4013        | 1977         | БФ          | Списан 10.04.2002                   |
| 16 | Д-280            |               | Азовская судоверфь       | 4014        | 1978         | СФ          | Списан 30.07.1996                   |
| 17 | Д-282            |               | Азовская судоверфь       | 4015        | 1978         | ТОФ         | Списан 3.05.2001                    |
| 18 | Д-286            | 713           | Азовская судоверфь       | 4016        | 1978         | БФ          | Списан 16.03.1998                   |
| 19 | Д-289            | 533           | Азовская судоверфь       | 4017        | 1979         | ЧФ          | Списан 5.07.1994                    |
| 20 | Д-305            | 559, 571, 537 | Азовская судоверфь       | 4018        | 01.12.1979   | ЧФ          | В составе ВМС Украины               |
| 21 | Д-306            |               | Азовская судоверфь       | 4019        | 10.12.1980   | КФл         | Списан 30.06.1993                   |
| 22 | Д-70             | 677           | Азовская судоверфь       | 4020        | 30.07.1981   | ТОФ         | В составе ТОФ                       |
| 23 | «Азов»           |               | Азовская судоверфь       | 4021        | 25.06.1981   | Гидроприбор | В эксплуатации Гидроприбор          |
| 24 | Д-464            | 590           | Азовская судоверфь       | 4024        | 30.08.1985   | СФ          | В составе СФ                        |
| 25 | Д-465            | 746           | Азовская судоверфь       | 4025        | 30.12.1986   | БФ          | В составе БФ                        |
| 26 | Д-263            | 584, 532, 539 | Азовская судоверфь       | 4026        | 30.11.1987   | ЧФ          | Списан в 2008                       |
| 27 | Д-295            | 535, 542      | Азовская судоверфь       | 4027        | 30.12.1989   | ЧФ          | Уничтожен 10.11.23.                 |
| 28 | Д-460            | 560, 534, 541 | Азовская судоверфь       | 4028        | 30.06.1989   | ЧФ          | Списан 22.06.2005                   |
| 29 | Д-325            | 799           | Азовская судоверфь       | 4029        | 30.12.1991   | БФ          | В составе БФ                        |
| 30 | Д-148            | 578           | ОАО «Азовская судоверфь» | 4030        | 30.09.1993   | СФ          | В составе СФ                        |
| 31 | Д-365            | Д-365         | ОАО «Азовская судоверфь» | 4031        | 1994         | БФ          | В составе БФ                        |
| 32 | Д-182            | 533           | ОАО «Азовская судоверфь» | 4032        | 15.08.1996   | СФ          | В составе СФ                        |
| 33 | Д-185            | 642           | ЗАО «Азовская судоверфь» | 4034        | 30.12.2000   | КФл         | В составе КФл                       |
| 34 | Д-57             | 675           | АО «Восточная верфь»     |             | 2007         | ТОФ         | В составе ТОФ                       |
| 35 | «Николай Рубцов» | 555           | Сокольская судоверфь     |             | 2005         | СФ          | В составе СФ                        |
| 36 | Д-184            | 184           | Сокольская судоверфь     |             | 2008         | ЦСК ВВС     | В распоряжении ЦСК ВВС              |
| 37 | Д-106            | 543           | Сокольская судоверфь     |             | 2009         | ЧФ          | В составе ЧФ, поврежден 02.07.2022. |

## Эксплуатанты

### Россия
13 единиц в составе различных флотов.

### Грузия
2 единицы в 1992 году: MDK-01, 02 (бывшие Д-237, Д-293).

### Украина
1 единица: Вил (до 1.11.1997 Д-305), затем рейдовая сухогрузная баржа U763. Затем возвращён в класс десантных катеров, с 1998 U430, с 7.10.1998 «Сватово» № 537. 1 июня 2020 после капремонта возвращён в строй с новым номером L434.

### Северный Йемен
2 единицы проекта 1176Э в 1983 году: № 13, 14. Затем в составе флота объединённого Йемена.